# 北海道道95号京極定山渓線
北海道道95号京極定山渓線（ほっかいどうどう95ごう きょうごくじょうざんけいせん）は、北海道虻田郡京極町と札幌市南区を結ぶ道道（主要地方道）である。札幌市域は札幌市管理路線。未開通区間および冬期通行止め区間がある。

## 概要

### 路線データ
- 起点：北海道虻田郡京極町字春日（国道276号交点）
- 終点：北海道札幌市南区定山渓温泉東2丁目（国道230号交点）
- 総延長：31.280 km[1]
  - 北海道管理：18.006 km[1]
  - 札幌市管理：13.274 km[1]
- 実延長：25.569 km[1]
  - 北海道管理：12.295 km[1]
  - 札幌市管理：13.274 km[1]
- 重用延長：0.011 km[1]
  - 北海道管理：0.011 km[1]
  - 札幌市管理：0 km[1]
- 未供用延長：5.700 km[1]
  - 北海道管理：5.700 km[1]
  - 札幌市管理：0 km[1]
- 未舗装延長：4.524 km[1]
  - 北海道管理：4.524 km[1]
  - 札幌市管理：0 km[1]

### 道路管理者
- 後志総合振興局 小樽建設管理部 真狩出張所
- 札幌市 建設局 総務部 道路管理課

## 歴史
- 1967年（昭和42年）3月31日 - 札幌市側が道道562号元山定山渓停車場線に認定[2]。
- 1972年（昭和47年）3月31日 - 京極町側が道道754号春日京極停車場線に認定[3]。
- 1974年（昭和49年）3月31日 - 道道562号と道道754号を廃止し[4]、道道819号京極定山渓線として一本化し再認定[5]。
- 1976年（昭和51年）8月31日 - 道道819号を廃止し[6]、道道894号として再認定[7]。
- 1993年（平成5年）5月11日 - 建設省から、道道京極定山渓線が京極定山渓線として主要地方道に指定される[8]。
- 1994年（平成6年）10月1日 - 路線番号を95号に変更[9]。

## 路線状況

### 未供用区間
- 京極町字春日（京極ダム付近） - 札幌市南区定山渓（豊羽鉱山付近）
区間延長：5.7 km

### 重複区間
- 北海道道1号小樽定山渓線（札幌市南区定山渓 - 定山渓温泉東2丁目〈終点〉）

### 冬期交通規制
- 通行止め
  - 京極町字春日612（ゲート） - 京極町字春日国有林100林班
区間延長：7.8 km

### 道路施設

#### 主な橋梁
- 共栄奥沢橋（17 m、共栄奥沢川、京極町字春日）
- 奥春日橋（39 m、ペーペナイ川、京極町字春日）
- 中岳橋（19 m、中岳川、京極町字春日）
- 湖水橋（25 m、湖水川、京極町字春日）

#### 常設型ゲート
- ゲート（京極町字春日612）

## 地理
豊羽鉱山からは白井川に沿って下る。白井トンネルを抜けて右から回り込んでくる北海道道1号小樽定山渓線（朝日高架橋）の下をくぐって合流する。

### 通過する自治体
- 後志総合振興局
  - 虻田郡京極町
- 石狩振興局
  - 札幌市（南区）

### 交差する道路
京極町
- 国道276号 - 字春日（起点）

札幌市南区
- 北海道道1号小樽定山渓線 - 定山渓、定山渓温泉東2丁目（終点、重複）
- 国道230号 - 定山渓温泉東2丁目（終点）

### 沿線にある施設など
京極町
- 双葉ダム - 字春日
- 京極ダム - 字春日

札幌市南区
- 豊羽鉱山 - 定山渓